# Nada Ina Pauer
Nada Ina Pauer (* 11. November 1986 in Korneuburg) ist eine österreichisch-deutsche Langstreckenläuferin. Sie startet international für Österreich, nimmt aber als Doppelstaatsbürgerin auch an Deutschen Meisterschaften teil. Außerhalb des Sports ist Pauer promovierte Juristin.

## Leben
Pauer hat als Tochter der österreichischen Philosophieprofessorin Herlinde Pauer-Studer und eines Deutschen zwei Staatsbürgerschaften. Sie wuchs in Wien auf, verbrachte aber zwischen 1996 und 2000 durch den akademischen Beruf ihrer Mutter ihre Schulzeit in Boston (USA). Dort spielte sie Fußball in einer Mädchenmannschaft, zurück in Österreich schloss sie sich dem Leichtathletikverein LCC Wien an. Ab 2004 gewann Pauer über verschiedene Strecken mehrere österreichische Meistertitel und weitere Medaillen in den Altersklassen U20 und U23, im Februar 2006 triumphierte sie mit 19 Jahren bei den Österreichischen Hallen-Staatsmeisterschaften über 3000 Meter in 9:52,20 min das erste Mal auch bei den Erwachsenen. Im selben Jahr belegte sie national auf Aktivenebene sowohl im Crosslauf als auch über 5000 Meter (16:57,54 min) und 10 Kilometer (35:32 min) Platz 2, bei ihrem ersten internationalen Einsatz wurde sie Ende Juni 2006 in der 2. Liga des Europacups 2006 in Novi Sad über 3000 Meter in 9:43,45 min ebenfalls Zweite. Im Folgejahr lief sie in Bestzeit von 9:41,28 min bei den Österreichischen Hallen-Staatsmeisterschaften abermals auf den Silberrang und wurde bei den Deutschen Crosslaufmeisterschaften 2007 außer Wertung startend Gesamtvierte. Nachdem sie bereits das restliche Jahr keine Wettkämpfe mehr bestreiten konnte, hörte sie 2008 aufgrund von Rückenproblemen mit dem Laufsport zunächst auf.
Außerhalb des Sports hatte Pauer 2005 ihre Matura mit Auszeichnung bestanden und im selben Jahr an der Universität Wien ein Jurastudium aufgenommen. Nach Erlangung ihres Magister iuris Ende 2008 setzte sie ihr Studium mit Zwischenstationen in Paris am Institut d’études politiques de Paris (2009–2010) sowie Chicago an der University of Chicago Law School (2012–2013) fort und promovierte 2013 in Wien mit einer englischsprachigen Dissertation zur wirtschaftlichen Einheit und kartellrechtlichen Konzernhaftung (The Single Economic Entity Doctrine and Corporate Group Responsibility in European Antitrust Law). Danach arbeitete sie von 2013 bis 2016 als Rechtsanwaltsanwärterin (Referendariat) in Wiener Anwaltskanzleien.
Nach ihrem Doktorat, wurde Pauer auch wieder läuferisch aktiv. Im Juli 2012 nahm sie – nun für den Schwechater Verein SVS-Leichtathletik startend – über 5000 Meter erstmals wieder an Österreichischen Staatsmeisterschaften teil. Wegen des zuvor nicht erfüllten Limits startete sie außer Wertung und kam in 17:44,37 min als Vierte ins Ziel. 2013 lief sie nach ihrem Aufenthalt in Chicago erneut über 5000 Meter auf Rang 2 und kam mit Jahresbestzeiten von 9:38,97 min über 3000 Meter und 16:58,15 min über 5000 Meter wieder in den Bereich ihrer alten Bestleistungen. Während sie anschließend 2014 ihre Zeiten nicht verbesserte und 2015 wenige Rennen bestritt, lernte Pauer im November 2014 beim Crosslauf Warandeloop in Tilburg den deutschen Langstreckenläufer Richard Ringer kennen, mit dem sie seit Neujahr 2015 ein Paar ist. Nach Abschluss ihres Referendariats zog sie im August 2016 zu Ringer an den Bodensee nach Meersburg und nahm eine Stelle als wissenschaftliche Mitarbeiterin (Postdoc) an der Universität Konstanz an. Gleichzeitig schloss sie sich Ringers damaligen Verein, dem VfB LC Friedrichshafen, mit der Trainingsgruppe von Birgit und Eckhardt Sperlich an. Auf Staatsebene siegte Pauer 2016 bei den Hallenmeisterschaften über 3000 Meter in Bestzeit von 9:34,59 min und im Crosslauf.
Im Februar 2017 nahm Pauer an den Deutschen Hallenmeisterschaften teil und lief dort mit im Vergleich zum Vorjahr deutlich verbesserten 9:22,98 min auf Rang 8. Einen Monat später wurde sie bei den Deutschen Crosslaufmeisterschaften 2017 Zehnte und im Juni unterbot sie ihre Vorjahresbestzeit über 5000 Meter (16:47,66 min) mit 16:10,77 min um mehr als eine halbe Minute. Nach Platz 4 über diese Distanz bei den Deutschen Meisterschaften im Juli qualifizierte Pauer sich Richtung Jahresende beim Salzburger Crosslauf CrossAttack als Zweite für die am 10. Dezember im slowakischen Šamorín ausgetragenen Crosslauf-Europameisterschaften, bei denen sie Rang 58 belegte.
Seit 2018 wird Pauer von ihrem Mann Richard Ringer trainiert, der sich zuvor von seinem langjährigen Trainer Eckhardt Sperlich trennte. Im Juni setzte sie mit 15:40,61 min über 5000 Meter beim Soundtrack Meeting in Tübingen ihre Leistungsentwicklung fort, womit sie die Qualifikationsnorm für die Europameisterschaften in Berlin um 61 Hundertstelsekunden verpasste. Um auf eine Mindestanzahl an Teilnehmerinnen zu kommen, wurde sie aber vom europäischen Verband (EAA) dennoch für die Europameisterschaften eingeladen und lief am 12. August in 15:54,76 min zunächst als 15. ins Ziel. Später folgte allerdings wegen einer Bahnübertretung auf den ersten hundert Metern die Disqualifikation. Die Bahnsaison beschloss sie mit Bestzeiten über 1500 Meter (4:19,00 min) und 3000 Meter (9:06,52 min).
Zu Jahresbeginn 2019 verließ Pauer zusammen mit dem zum LC Rehlingen wechselnden Ringer den VfB LC Friedrichshafen und schloss sich der LG Telis Finanz Regensburg an. In der Hallensaison qualifizierte sie sich bei einem Meeting im französischen Eaubonne über 3000 Meter in 9:01,87 min für die Halleneuropameisterschaften. Bei dem Anfang März in Glasgow ausgetragenen Wettkampf kam sie nach 9:06,75 min auf Rang 12.
Seit September 2022 ist sie mit Ringer verheiratet.

## Persönliche Bestzeiten
- 1500 Meter: 4:18,48 min, 1. Juni 2019, Oordegem
  - 1500 Meter Halle: 4:19,91 min, 2. Februar 2019, Luxemburg (Stadt)
- 3000 Meter: 9:06,52 min, 18. August 2018, Göteborg
  - 3000 Meter Halle: 9:01,87 min, 12. Februar 2019, Eaubonne
- 5000 Meter: 15:40,61 min, 16. Juni 2018, Tübingen
- 10-Kilometer-Straßenlauf: 33:49 min, 31. Juli 2023, Berlin

## Bilanz bei Titelkämpfen
Ergebnisse bei internationalen und nationalen Titelkämpfen. Zeiten wenn nicht anders angegeben in Minuten.

### Internationale Wettkämpfe
| Jahr | Wettbewerb                         | Austragungsort | Rang | Distanz | Zeit     |
| ---- | ---------------------------------- | -------------- | ---- | ------- | -------- |
| 2006 | Europacup (2. Liga)                | Novi Sad       | 2.   | 3000 m  | 9:43,45  |
| 2017 | Team-Europameisterschaft (2. Liga) | Tel Aviv       | 5.   | 1500 m  | 4:23,89  |
| 2017 | Crosslauf-Europameisterschaften    | Šamorín        | 58.  | 8230 m  | 29:06    |
| 2018 | Europameisterschaften              | Berlin         | DSQ  | 5000 m  | 15:54,76 |
| 2019 | Halleneuropameisterschaften        | Glasgow        | 12.  | 3000 m  | 9:06,75  |

### Nationale Meisterschaften

#### Österreichische Meisterschaften
| Jahr | Wettbewerb                                 | Austragungsort        | Rang  | Distanz    | Zeit      | Ref    |
| ---- | ------------------------------------------ | --------------------- | ----- | ---------- | --------- | ------ |
| 2004 | Österr. Crosslauf-Meisterschaften U20      | Mödling               | 2.    | 4056 m     | 16:48     | [ 22 ] |
| 2004 | Österr. U20-Meisterschaften                | Ried im Innkreis      | 1.    | 5000 m     | 18:44,97  | [ 23 ] |
| 2004 | Österr. U23-Meisterschaften                | Wien                  | 2.    | 5000 m     | 18:32,69  | [ 24 ] |
| 2004 | Österr. U23-Meisterschaften                | Wien                  | 4.    | 1500 m     | 5:06,51   | [ 24 ] |
| 2004 | Österr. Halbmarathon-Staatsmeisterschaften | Klagenfurt            | 11.   | 21,0975 km | 1:27:07 h | [ 25 ] |
| 2005 | Österr. Hallen-Staatsmeisterschaften       | Linz                  | 4.    | 3000 m     | 10:35,00  | [ 26 ] |
| 2005 | Österr. Crosslauf-Meisterschaften U20      | Villach               | 1.    | 4680 m     | 19:58     | [ 27 ] |
| 2005 | Österr. Staatsmeisterschaften 10.000 m     | Salzburg              | 3.    | 10.000 m   | 37:06,24  | [ 28 ] |
| 2006 | Österr. Hallen-Staatsmeisterschaften       | Wien                  | 1.    | 3000 m     | 9:52,20   | [ 29 ] |
| 2006 | Österr. Crosslauf-Staatsmeisterschaften    | Salzburg-Rif          | 02. 1 | 4600 m     | 19:06     | [ 30 ] |
| 2006 | Österr. Straßenlauf-Meisterschaften        | Kremsmünster          | 02. 1 | 10 km      | 35:32     | [ 31 ] |
| 2006 | Österr. Berglauf-Staatsmeisterschaften     | Rennweg am Katschberg | 3.    | 7,5 km     | 53:29     | [ 32 ] |
| 2006 | Österr. Staatsmeisterschaften              | Schwechat-Rannersdorf | 2.    | 5000 m     | 16:57,54  | [ 33 ] |
| 2006 | Österr. U23-Meisterschaften                | Kapfenberg            | 1.    | 3000 m     | 9:46,18   | [ 34 ] |
| 2006 | Österr. U23-Meisterschaften                | Kapfenberg            | 3.    | 800 m      | 2:18,81   | [ 34 ] |
| 2007 | Österr. Hallen-Staatsmeisterschaften       | Linz                  | 2.    | 3000 m     | 9:41,28   | [ 35 ] |
| 2012 | Österr. Staatsmeisterschaften              | Klagenfurt            | aW 2  | 5000 m     | 17:44,37  | [ 36 ] |
| 2013 | Österr. Staatsmeisterschaften              | Feldkirch-Gisingen    | 2.    | 5000 m     | 17:19,42  | [ 37 ] |
| 2016 | Österr. Hallen-Staatsmeisterschaften       | Linz                  | 1.    | 3000 m     | 9:34,59   | [ 38 ] |
| 2016 | Österr. Hallen-Staatsmeisterschaften       | Linz                  | 2.    | 1500 m     | 4:38,12   | [ 38 ] |
| 2016 | Österr. Crosslauf-Staatsmeisterschaften    | Köflach               | 1.    | 5100 m     | 17:14     | [ 39 ] |
| 2018 | Österr. Straßenlauf-Meisterschaften        | Wien                  | 2.    | 10 km      | 35:08     | [ 40 ] |
| 2018 | Österr. Staatsmeisterschaften              | Klagenfurt            | 1.    | 1500 m     | 4:27,36   | [ 41 ] |
| 2019 | Österr. Hallen-Staatsmeisterschaften       | Wien                  | 1.    | 1500 m     | 4:23,48   | [ 42 ] |

#### Deutsche Meisterschaften
| Jahr | Wettbewerb                         | Austragungsort | Rang | Distanz | Zeit     | Ref    |
| ---- | ---------------------------------- | -------------- | ---- | ------- | -------- | ------ |
| 2007 | Deutsche Crosslauf-Meisterschaften | Ohrdruf        | aW 3 | 5,3 km  | 18:28    | [ 5 ]  |
| 2017 | Deutsche Hallenmeisterschaften     | Leipzig        | 8.   | 3000 m  | 9:22,98  | [ 43 ] |
| 2017 | Deutsche Crosslauf-Meisterschaften | Löningen       | 10.  | 5,84 km | 21:00    | [ 44 ] |
| 2017 | Deutsche Meisterschaften           | Erfurt         | 4.   | 5000 m  | 16:30,79 | [ 45 ] |